# Tutti fenomeni (singolo)
Tutti fenomeni è un brano di Piero Pelù, pubblicato online il 28 marzo 2008. È il primo singolo estratto dall'album Fenomeni.

## Testo
Il testo è un'ironica critica sociale alla società, ne vengono evidenziati le piaghe ed i vizi («Il genere umano è passato/dalla lotta alla lotteria pian piano e/nemmeno se ne accorge/che vive di favole...»).

## Videoclip
Altrettanto ironico è il videoclip, vengono rappresentate in modo comico situazioni ormai tipiche nella nostra società (provini per diventare showgirl, famiglie incollate al televisore, cartomanti, uomini ossessionati dal denaro ecc.).

## Tracce
1. Tutti fenomeni